# Tero Leinonen
Tero Leinonen (* 9. März 1975 in Mikkeli) ist ein ehemaliger finnischer Eishockeytorwart, der seit seinem Karriereende als Trainer arbeitet.

## Karriere
Tero Leinonen begann seine Karriere als Eishockeyspieler in der Nachwuchsabteilung von Diskos Jyväskylä, in der er bis 1995 aktiv war. Anschließend verbrachte der Torwart eine Spielzeit in seiner Heimatstadt beim drittklassig spielenden Mikkelin Jukurit. Mit Diskos Jyväskylä, für das er von 1996 bis 1998 erneut spielte, stieg er in der Saison 1996/97 in die damals noch zweitklassige I divisioona auf, in der er sein Debüt im professionellen Eishockey gab. In der zweiten finnischen Spielklasse blieb er auch in den folgenden drei Jahren, in denen er bei Haukat, Vaasan Sport und erneut Mikkelin Jukurit unter Vertrag stand, wobei er mit Jukurit in der Saison 2000/01 die Meisterschaft der neu gegründeten zweiten Liga, der Mestis, gewann. 
Von 2001 bis 2004 stand Leinonen bei JYP Jyväskylä regelmäßig in der SM-liiga zwischen den Pfosten. Dort konnte er sich für ein Engagement in der schwedischen Elitserien empfehlen, in der er von 2004 bis 2007 für den Mora IK und Luleå HF antrat. Daraufhin kehrte er für eineinhalb Jahre in seine finnische Heimat zurück, wo er für Ilves Tampere in der SM-liiga auflief. Im Laufe der Saison 2008/09 wurde der Finne von den Bílí Tygři Liberec aus der tschechischen Extraliga verpflichtet. Dort erarbeitete er sich in seiner zweiten Spielzeit in Tschechien einen Stammplatz.
In der Spielzeit 2010/11 war Leinonen für den schwedischen Zweitligisten Tingsryds AIF aktiv. Nach Saisonende heuerte der Torwart in seiner Heimat beim Drittligisten Nokian Pyry an. Diesen verließ er bereits nach zwei Spielen, um für den HC Valpellice in der Serie A1 aufzulaufen. Im Verlauf der Saison 2011/12, am 28. Januar 2012, nahmen ihn die Iserlohn Roosters in der Rolle als Standby-Torwart unter Vertrag, da Sébastien Caron aufgrund einer Gehirnerschütterung spieluntauglich war. Bei seinem DEL-Debüt verlor die Mannschaft mit 4:5 in der Verlängerung gegen die Adler Mannheim. Leinonen stand für die Roosters ebenfalls bei der 0:8-Niederlage gegen die Grizzly Adams Wolfsburg zwischen den Pfosten. Nach Auslaufen seines Vertrages im Frühjahr 2012 war Leinonen vereinslos und beendete seine Karriere. Später arbeitete er als Eishockeytrainer.

## Erfolge und Auszeichnungen
- 1997 Aufstieg in die I divisioona mit Diskos Jyväskylä
- 2001 Mestis-Meister mit Mikkelin Jukurit

## Extraliga-Statistik
(Stand: Ende der Saison 2009/10)